# Paul Martin (atleta)
Paul-René Martin (Ginevra, 11 agosto 1901 – Losanna, 28 aprile 1987) è stato un mezzofondista svizzero, medaglia d'argento ai Giochi olimpici di Parigi 1924.
Fu il primo atleta svizzero a prendere parte a cinque edizioni dei Giochi olimpici estivi. La sua prima esperienza olimpica risale ad Anversa 1920, dove però non superò e batterie di qualificazione degli 800 metri piani. la sua prima e unica medaglia olimpica arrivò a Parigi 1924, quando arrivò secondo negli 800 metri piani alle spalle del britannico Douglas Lowe con un distacco di 2 decimi di secondo.
Le sue successive partecipazioni alle Olimpiadi (Amsterdam 1928, Los Angeles 1932 e Berlino 1936) non lo videro mai in finale, ad eccezione del sesto posto nei 1500 metri piani ad Amsterdam.

## Palmarès
| Anno | Manifestazione  | Sede        | Evento           | Risultato     | Prestazione | Note |
| ---- | --------------- | ----------- | ---------------- | ------------- | ----------- | ---- |
| 1920 | Giochi olimpici | Anversa     | 800 metri piani  | elim. qualif. | n/d         |      |
| 1924 | Giochi olimpici | Parigi      | 800 metri piani  | Argento       | 1'52"6      |      |
| 1928 | Giochi olimpici | Amsterdam   | 800 metri piani  | elim. semif.  | 1'53"3      |      |
| 1928 | Giochi olimpici | Amsterdam   | 1500 metri piani | 6º            | 3'58"4      |      |
| 1932 | Giochi olimpici | Los Angeles | 800 metri piani  | elim. qualif. | 1'58"4      |      |
| 1932 | Giochi olimpici | Los Angeles | 1500 metri piani | elim. qualif. | 3'59"1      |      |
| 1936 | Giochi olimpici | Berlino     | 800 metri piani  | elim. qualif. | 2'00"0      |      |
| 1936 | Giochi olimpici | Berlino     | 1500 metri piani | elim. qualif. | n/d         |      |